# John Smit
John William Smit (Pietersburg, 3 april 1978) is een Zuid-Afrikaanse voormalig rugby-unionspeler en voormalig directeur van de Sharks. Hij was de 50e aanvoerder van het Zuid-Afrikaans rugbyteam (mannen) en leidde het span om de Wereldkampioenschap rugby 2007 te winnen. Hij speelde het grootste deel van zijn carrière als een hooker, maar speelde ook 13 wedstrijden als een prop, waar hij ook had gespeeld voor Zuid-Afrika's onder-21 team. Hij trok zich terug uit het internationale rugby na het Wereldkampioenschap rugby 2011, na 111 optredens.
Smit werd op 24 oktober 2011 ingewijd in de IRB Hall of Fame (terwijl hij nog steeds actief was op clubniveau), samen met alle andere wereldkampioenschap-winnende aanvoerders en hoofafrigters vanaf het begin van het toernooi in 1987 tot en met 2007. 

## Vroege jaren
John is de derde van drie zonen, zijn broers zijn Brian en David, en zijn vader is Basil en moeder is Valeria Ann Wetheral. Zijn moeder was lerares. Zijn vader was werktuigbouwkundig ingenieur en werkte bij verschillende mijnen in de Transvaal met als gevolg dat zijn familie in verschillende steden woonde, waaronder: Mooinooi, Naboomspruit, Penge, Potgietersrus en Rustenburg.
Smit ging naar Pretoria Boys High School waar hij in 1996 hoofdjongen was en van 1994 tot 1996 voor het eerste team speelde. Hij werd geselecteerd voor het Cravenweekteam van Noord-Transvaal in 1995 en 1996. In 1996 werd hij geselecteerd voor het team van de Zuid-Afrikaanse school. Na Cravenweek tekende hij een contract bij de Natal Sharks om vanaf 1997 voor hen te spelen.